# Gackstroemia
Gackstroemia là một chi rêu trong họ Lepidolaenaceae.